# جوناثان بامبا
جوناثان بامبا (بالفرنسية: Jonathan Bamba)‏ (26 مارس 1996 في فرنسا - ) هو لاعب كرة قدم فرنسي في مركز الوسط. شارك مع منتخب فرنسا تحت 16 سنة لكرة القدم ومنتخب فرنسا تحت 18 سنة لكرة القدم ومنتخب فرنسا تحت 20 سنة لكرة القدم. أما مع النوادي، فقد لعب مع نادي باريس ونادي سانت إتيان.

## روابط خارجية
- جوناثان بامبا على موقع الاتحاد الأوربي (الإنجليزية)
- جوناثان بامبا على موقع رابطة كرة القدم الفرنسية للمحترفين (الإنجليزية)
- جوناثان بامبا على موقع الدوري الأمريكي (الإنجليزية)
- جوناثان بامبا على موقع إي إس بي إن إف سي (الإنجليزية)
- جوناثان بامبا على موقع قاعدة بيانات كرة القدم.إي يو (الإنجليزية)
- جوناثان بامبا على موقع ليكيب (الفرنسية)
- جوناثان بامبا على موقع ناشيونال فوتبول تيمز (الإنجليزية)
- جوناثان بامبا على موقع Soccerbase.com (لاعب) (الإنجليزية)
- جوناثان بامبا على موقع Soccerway.com (الإنجليزية)
- جوناثان بامبا على موقع عالم كرة القدم.نت (الإنجليزية)